# Brabham BT46
Brabham BT46, in njegovi nadgrajeni različici BT46B in BT46C, je Brabhamov dirkalnik Formule 1, ki je bil v uporabi med sezonama 1978 in 1979, ko so z njim dirkali Niki Lauda, John Watson in Nelson Piquet. V tem času je dirkalnik nastopil na petnajstih dirkah ter zabeležil dve zmagi in dva najboljša štartna položaja.
Dirkalnik Brabham BT46B je vozil samo eno dirko, to je bilo leta 1978, na veliki nagradi Švedske. Vozil ga je Niki Lauda, ki je dirko začel iz drugega štartnega mesta, zakoj za Mario Andrettijem. Niki Lauda je Andrettija med dirko prehitel in tudi zmagal. Po tej dirki so prepovedali uporabo ventilatorja na zadku dirkalnika. Ventilator je služil kot pripomoček za povečanje podtlaka pod dirkalnikom (v prostoru med dirkalno površino in dnom dirkalnika).

## Popolni rezultati Formule 1
(legenda) (odebeljene dirke pomenijo najboljši štartni položaj, poševne pa najhitrejši krog)
| Leto | Moštvo  | Motor                                     | Gume | Dirkači        | 1   | 2   | 3   | 4    | 5   | 6   | 7   | 8   | 9   | 10  | 11  | 12  | 13  | 14  | 15  | 16  | Toč | Prv |
| ---- | ------- | ----------------------------------------- | ---- | -------------- | --- | --- | --- | ---- | --- | --- | --- | --- | --- | --- | --- | --- | --- | --- | --- | --- | --- | --- |
| 1978 | Brabham | Alfa Romeo Flat-12                        | G    |                | ARG | BRA | JAR | ZZDA | MON | BEL | ŠPA | ŠVE | FRA | VB  | NEM | AVT | NIZ | ITA | ZDA | KAN | 53  | 3.  |
| 1978 | Brabham | Alfa Romeo Flat-12                        | G    | Niki Lauda     | 2   | 3   | Ret | Ret  | 2   | Ret | Ret | 1   | Ret | 2   | Ret | Ret | 3   | 1   | Ret | Ret | 53  | 3.  |
| 1978 | Brabham | Alfa Romeo Flat-12                        | G    | John Watson    | Ret | 8   | 3   | Ret  | 4   | Ret | 5   | Ret | 4   | 3   | 7   | 7   | 4   | 2   | Ret | Ret | 53  | 3.  |
| 1978 | Brabham | Alfa Romeo Flat-12                        | G    | Nelson Piquet  |     |     |     |      |     |     |     |     |     |     |     |     |     |     |     | 11  | 53  | 3.  |
| 1979 | Brabham | Alfa Romeo Flat-12 Alfa Romeo V12 Ford V8 | G    |                | ARG | BRA | JAR | ZZDA | ŠPA | BEL | MON | FRA | VB  | NEM | AVT | NIZ | ITA | KAN | ZDA |     | 7   | 8.  |
| 1979 | Brabham | Alfa Romeo Flat-12 Alfa Romeo V12 Ford V8 | G    | Niki Lauda     | Ret | Ret | 6   | Ret  | Ret | Ret | Ret | Ret | Ret | Ret | Ret | WD  | 4   |     |     |     | 7   | 8.  |
| 1979 | Brabham | Alfa Romeo Flat-12 Alfa Romeo V12 Ford V8 | G    | Ricardo Zuniño |     |     |     |      |     |     |     |     |     |     |     |     |     | 7   | Ret |     | 7   | 8.  |
| 1979 | Brabham | Alfa Romeo Flat-12 Alfa Romeo V12 Ford V8 | G    | Nelson Piquet  | Ret | Ret | 7   | 8    | Ret | Ret | Ret | Ret | Ret | 12  | Ret | 4   | Ret | Ret | Ret |     | 7   | 8.  |